# Валия
Валия (на арабски: والي, на турски: vali) е административната титла, използвана в мюсюлманския свят за управители на териториални единици. В Османската империя валията е имал ранг на паша, равен на генерал от армията. Още се използва в Турция като равнозначно на управител или кмет.